# Saint-Sever-de-Saintonge
Saint-Sever-de-Saintonge és un municipi francès situat al departament del Charente Marítim i a la regió de la Nova Aquitània. L'any 2007 tenia 606 habitants.

## Demografia

### Població
El 2007 la població de fet de Saint-Sever-de-Saintonge era de 606 persones. Hi havia 238 famílies de les quals 48 eren unipersonals (28 homes vivint sols i 20 dones vivint soles), 85 parelles sense fills, 93 parelles amb fills i 12 famílies monoparentals amb fills.
La població ha evolucionat segons el següent gràfic:
Habitants censats

### Habitatges
El 2007 hi havia 282 habitatges, 238 eren l'habitatge principal de la família, 25 eren segones residències i 19 estaven desocupats. 275 eren cases i 5 eren apartaments. Dels 238 habitatges principals, 195 estaven ocupats pels seus propietaris, 41 estaven llogats i ocupats pels llogaters i 2 estaven cedits a títol gratuït; 6 tenien dues cambres, 28 en tenien tres, 61 en tenien quatre i 143 en tenien cinc o més. 209 habitatges disposaven pel capbaix d'una plaça de pàrquing. A 107 habitatges hi havia un automòbil i a 119 n'hi havia dos o més.

### Piràmide de població
La piràmide de població per edats i sexe el 2009 era:
| Homes | Edats   | Dones |
| ----- | ------- | ----- |
| 0     | 95 o +  | 0     |
| 4     | 90 a 94 | 0     |
| 0     | 85 a 89 | 4     |
| 4     | 80 a 84 | 8     |
| 12    | 75 a 79 | 16    |
| 4     | 70 a 74 | 16    |
| 4     | 65 a 69 | 12    |
| 24    | 60 a 64 | 16    |
| 12    | 55 a 59 | 0     |
| 20    | 50 a 54 | 24    |
| 20    | 45 a 49 | 12    |
| 24    | 40 a 44 | 20    |
| 12    | 35 a 39 | 28    |
| 20    | 30 a 34 | 20    |
| 32    | 25 a 29 | 28    |
| 20    | 20 a 24 | 4     |
| 32    | 15 a 19 | 12    |
| 28    | 10 a 14 | 4     |
| 32    | 5 a 9   | 24    |
| 16    | 0 a 4   | 28    |

## Economia
El 2007 la població en edat de treballar era de 381 persones, 283 eren actives i 98 eren inactives. De les 283 persones actives 261 estaven ocupades (147 homes i 114 dones) i 22 estaven aturades (6 homes i 16 dones). De les 98 persones inactives 35 estaven jubilades, 24 estaven estudiant i 39 estaven classificades com a «altres inactius».

### Ingressos
El 2009 a Saint-Sever-de-Saintonge hi havia 245 unitats fiscals que integraven 615 persones, la mediana anual d'ingressos fiscals per persona era de 16.475 €.

### Activitats econòmiques
Dels 33 establiments que hi havia el 2007, 8 eren d'empreses de construcció, 4 d'empreses de comerç i reparació d'automòbils, 2 d'empreses de transport, 1 d'una empresa immobiliària, 5 d'empreses de serveis, 11 d'entitats de l'administració pública i 2 d'empreses classificades com a «altres activitats de serveis».
Dels 10 establiments de servei als particulars que hi havia el 2009, 1 era un taller de reparació d'automòbils i de material agrícola, 3 paletes, 2 guixaires pintors, 1 fusteria, 1 lampisteria, 1 electricista i 1 empresa de construcció.
Dels 2 establiments comercials que hi havia el 2009, 1 era una llibreria i 1 un drogueria.
L'any 2000 a Saint-Sever-de-Saintonge hi havia 13 explotacions agrícoles que ocupaven un total de 448 hectàrees.

## Equipaments sanitaris i escolars
El 2009 hi havia una escola elemental.

## Poblacions més properes
El següent diagrama mostra les poblacions més properes.